# Diplusodon thysanosepalus
Diplusodon thysanosepalus är en fackelblomsväxtart som beskrevs av Alicia Lourteig och Sandwith. Diplusodon thysanosepalus ingår i släktet Diplusodon och familjen fackelblomsväxter. Inga underarter finns listade i Catalogue of Life.